# Jürgen Reichen
Jürgen Reichen (* 27. August 1939 in Basel; † 19. Oktober 2009) war ein in Hamburg lehrender Schweizer Reformpädagoge.

## Leben
Jürgen Reichen studierte an der Universität Basel und wurde Lehrer.
Er entwickelte nach dem Kernsatz: „Kinder lernen umso mehr, je weniger sie belehrt werden“ das in Deutschland weitverbreitete, gegen die Verwendung der klassischen Fibel gerichtete Konzept Lesen durch Schreiben (mit Hilfe der Anlauttabelle) und vermittelte dieses Konzept am Hamburger Institut für Lehrerfortbildung. Zugleich war er als Lehrer tätig.
Reichen erlag 2009 einer schweren Krankheit. Eine „kritisch-bewundernde“ Würdigung hat Hans Brügelmann für die Deutsche Gesellschaft für Lesen und Schreiben (DGLS) verfasst.

## Kritik und Verbot
Zahlreiche Wissenschaftler und Pädagogen wie beispielsweise Renate Valtin kritisieren inzwischen das von Reichen entwickelte Konzept scharf. Untersuchungen zeigen eine teilweise Verschlechterung der Rechtschreibung beispielsweise bei Grundschülern der zweiten und dritten Klassen, aber nicht mehr zum Ende der Grundschulzeit, gegenüber Vergleichsgruppen, die von Anfang an korrekte Rechtschreibung gelernt haben (siehe die neueste Metaanalyse von Funke 2014). Ausgenommen davon ist jedoch die immer größer werdende Gruppe zweisprachiger Kinder mit Migrationshintergrund. Für diese kam die Studie zu deutlich schlechteren Ergebnissen: „Man sollte diese Befunde, die es dazu gibt, sehr ernst nehmen. Die deuten in die Richtung, dass zweisprachige Schüler größere Schwierigkeiten haben mit ‚Lesen durch Schreiben‘ als mit Fibel-Unterricht.“ Besonders für Legastheniker, Kinder aus bildungsfernen Schichten und Kinder mit fremdsprachlichem Migrationshintergrund wird die Unterrichtsmethode als problematisch angesehen. Die unterschiedlichen Sichtweisen – auch in der Forschung – sind  bei Anhörungen in den Schulausschüssen der Landesparlamente von NRW und Hamburg sichtbar geworden (vgl. die Dokumentation des Grundschulverbands). Mittlerweile ist es Schulen in Hamburg, wo die Methode ursprünglich entwickelt wurde, von der zuständigen Behörde untersagt worden, Rechtschreibung nach der Methode „Lesen durch Schreiben“ zu vermitteln. Auch in Baden-Württemberg wurde den Grundschulen die Methode Ende Dezember 2016 verboten; Schleswig-Holstein beginnt sich ebenfalls davon zu distanzieren. Im Bundesland Brandenburg darf die Methode auf Anweisung von Bildungsministerin Britta Ernst ab dem Schuljahr 2019/20 nicht mehr angewendet werden. Im Bundesland Nordrhein-Westfalen wurde diese Lernmethode zum Schuljahr 2019/2020 wieder abgeschafft.

## Publikationen
- Die neue Erstlesemethode „Lesen durch Schreiben“. In: Schweizerische Lehrerzeitung. 6.
- „Lesen durch Schreiben“ als Beitrag zur psycholinguistischen Grundlegung der Rehabilitation funktionaler Analphabeten. In: H. Grissemann (Hrsg.): Spätlegasthenie und funktionaler Analphabetismus. Bern, S. 233–238.
- Lesen durch Schreiben. Heft 1: Wie Kinder selbstgesteuert lesen lernen. 3. Auflage, Zürich.
- Lesen durch Schreiben. Heft 2: Allgemeindidaktische und organisatorische Empfehlungen. 3. Auflage, Zürich.
- Hannah hat Kino im Kopf. Die Reichen-Methode „Lesen durch Schreiben“ und ihre Hintergründe für LehrerInnen, Studierende und Eltern. Heinevetter, Hamburg 2001, ISBN 3-87474-590-2.